# Meglenorrumanos

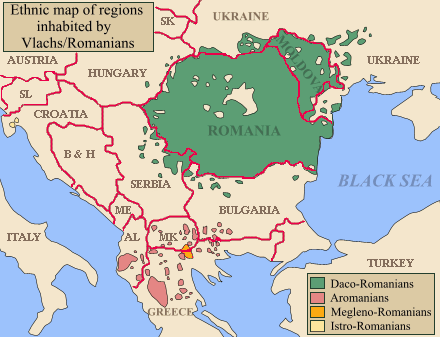
Mapa de los Balcanes con las regiones habitadas por meglenorrumanos en amarillo oscuro.

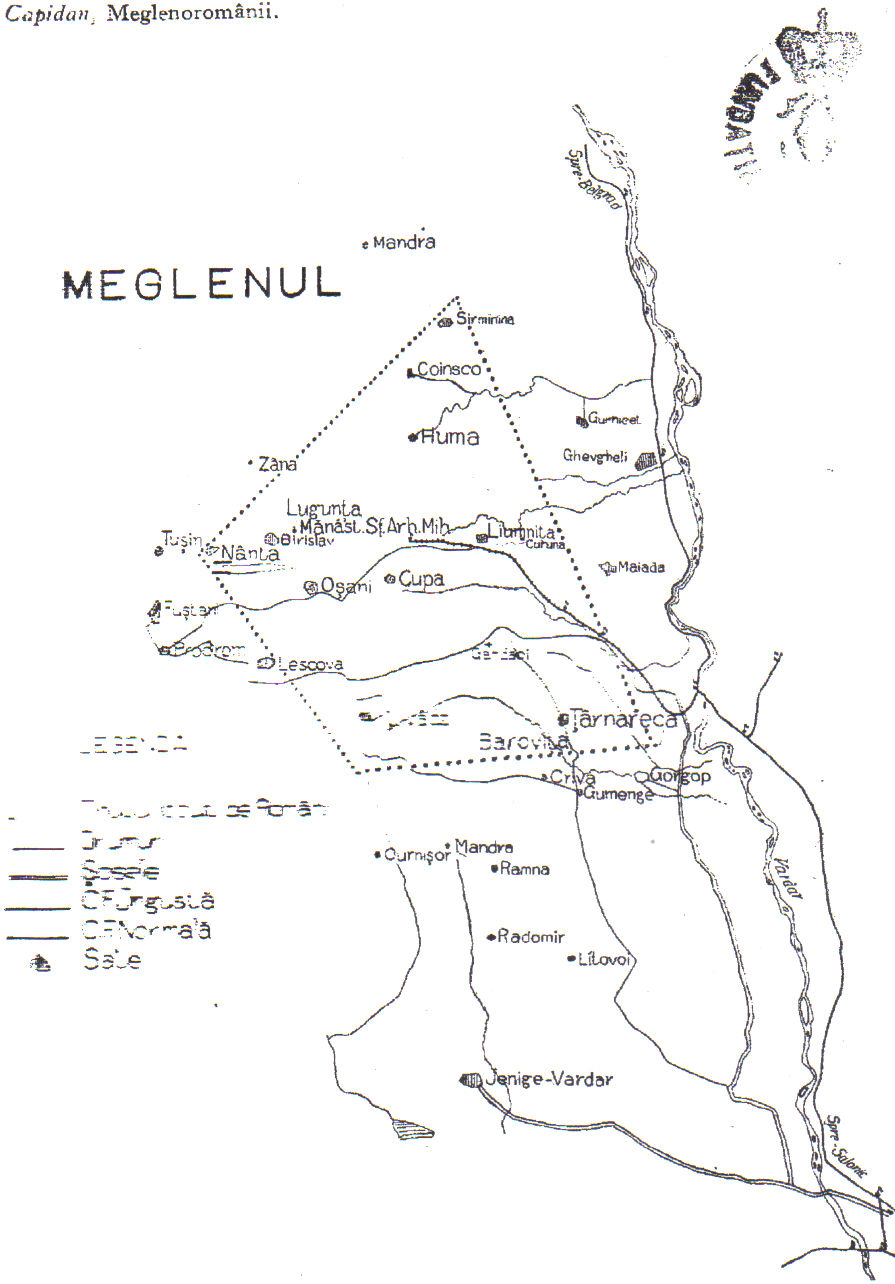
Los asentamientos meglenorrumanos en Grecia.

Los meglenorrumanos o meglenovalacos (En meglenorrumano Vlashi; griego Βλαχομογλενίτες Valacomoglenitas) son un pueblo que habita seis localidades de Grecia en las prefecturas de Pella y Kilkís, así como varias aldeas en la frontera de la Macedonia del Norte. A diferencia de los valacos aromunes, los meglorrumanos son tradicionalmente agricultores sedentarios, no transhumantes.
Hablan un idioma de las lenguas romances a menudo llamado meglenorrumano o «Meglenítico» por los lingüistas occidentales, βλαχομογλενίτικα (valacomoglenítico) o simplemente μογλενίτικα (moglenítico) en griego, mientras que ellos lo autodenominan vlaheshte, pero los meglenorrumanos de Rumania también lo llaman megleno-români. Se habla en varios lugares de Dobruja (Rumania), donde varias familias se mudaron en la primera mitad del siglo XX y adoptaron el entonces neologismo «meglenorrumano» promovido por las autoridades rumanas. El número de sus descendientes se estima entre 12.000 y 20.000 personas.
A diferencia del resto de pueblos de origen valaco, no se autodenominan «Romanus», sino que utilizan un término propio,Vlashi.
La mayoría son cristianos ortodoxos, si bien la población de Nânti (Nótia) en la meseta de Karadjova se convirtió al Islam en el siglo XVIII. Fueron expulsados a Turquía como parte del intercambio de población entre Grecia y Turquía en 1923 (Karadjaovalides).
En 1926 alrededor de 450 familias de meglenorrumanos de Grecia se mudaron a Rumania, estableciéndose en el cuadrilátero de Dobruja meridional. Después de que Bulgaria ocupara la región, debieron trasladarse a otras zonas de Rumania, muchos a la aldea de Cerna en Tulcea, donde cerca de 1.200 personas continúan hablando su idioma. Otras familias migraron hacia Rumania y otros países durante la Segunda Guerra Mundial, debido a las duras batallas libradas en su región de origen. En 1996 existían en Rumania 820 familias que explicitaban su origen meglenorrumano.